# International Shooting Sport Federation
De International Shooting Sport Federation (ISSF) is de internationale sportfederatie van de schietsport. 

## Geschiedenis
De organisatie werd op 17 juli 1907 opgericht te Zürich onder de naam Union Internationale des Fédérations et Associations Nationales de Tir. Tot de stichtende leden behoorden de schuttersfederaties van België, Nederland, Oostenrijk, Frankrijk, Griekenland, Italië en Argentinië. In 1921 werd de officiële naam gewijzigd in Union Internationale de Tir (UIT). Ook werd de Engelse vertaling International Shooting Union gebruikt. Bij de algemene vergadering in 1998 te Barcelona werd de huidige naam aangenomen.

## Structuur
Huidig voorzitter is de Italiaan Luciano Rossi en algemeen-secretaris is de Duitser Willi Grill. De hoofdzetel is gevestigd te München.

### Bestuur
| Periode    | Voorzitter            |
| ---------- | --------------------- |
| 1907-1925  | Daniel Mérillon       |
| 1927-1947  | Jean Carnot           |
| 1947-1960  | Erik Carlsson         |
| 1960-1976  | Kurt Hasler           |
| 1976-1980  | George Andrew Vichos  |
| 1980-2018  | Olegario Vázquez Raña |
| 2018-2022  | Vladimir Lisin        |
| 2022-heden | Luciano Rossi         |

### Aangesloten organisaties
Het ISSF telt onder haar leden 154 nationale bonden waaronder de Koninklijke Nederlandse Schietsport Associatie (KNSA), het Koninklijk Verbond der Belgische SchuttersVerenigingen (KVBSV) en de Surinaamse Schutters Federatie (SSF).